# Francis Schewetta
Francis Schewetta (né le 29 août 1919 à Bréhat - mort le 8 octobre 2007 à Saint-Maurice) est un athlète français spécialiste du 400 mètres.
Sélectionné pour les Jeux olympiques d'été de 1948, il remporte la médaille d'argent du relais 4 × 400 mètres aux côtés de Robert Chef d’Hôtel, Jean Kerébel et Jacques Lunis. L'équipe de France s'incline de près de quatre secondes face aux États-Unis avec le temps de 3 min 14 s 8.
Licencié au Stade rennais, son record personnel sur 400 m est de 48 s 3 (1948).

## Palmarès
| Date | Compétition     | Lieu    | Place | Discipline |
| ---- | --------------- | ------- | ----- | ---------- |
| 1948 | Jeux olympiques | Londres | 2e    | 4 × 400 m  |